# Dieter Weidemann
Dieter Weidemann (* 17. Dezember 1938 in Recklinghausen; † 23. September 2019) war ein deutscher Manager und Verbandsfunktionär.

## Leben
Weidemann studierte Maschinenbau an der Rheinisch-Westfälischen Technischen Hochschule (RWTH) in Aachen. Hier wurde er 1959 Mitglied der katholischen Studentenverbindung K.D.St.V. Franconia Aachen im CV. Nach seinem Studium 1963 folgten Tätigkeiten in Vertrieb und Technik in verschiedenen Unternehmen des Werkzeugmaschinenbaus. 1976 erfolgte der Ruf als Professor für Maschinenbau an die Universität Hannover. 1981 bis 1984 wurde Weidemann Vorstandsmitglied der Gildemeister AG in Bielefeld, anschließend Vorstandsvorsitzender der Pittler AG im hessischen Langen. 1994 bis 1997 war er Mitglied des Aufsichtsrates der Pittler AG. Seit 2010 war er erneut im Aufsichtsrat der PITTLER AG i.L.
Dieter Weidemann war von 1992 bis 2014 Präsident der Vereinigung der hessischen Unternehmerverbände (VhU) und langjähriges Präsidiumsmitglied der Bundesvereinigung der Deutschen Arbeitgeberverbände (BDA). Von 1984 bis 1992 war er Vorsitzender der Arbeitsgemeinschaft Partnerschaft in der Wirtschaft e.V. (AGP). 1993 wurde Weidemann Vorstandsvorsitzender von Hessenmetall, dem Verband der hessischen Metall- und Elektro-Unternehmen, sowie Vizepräsident von Gesamtmetall. Zudem war Weidemann seit 1999 Mitglied und stellvertretender Vorsitzender des Rundfunkrats des Hessischen Rundfunks. Er war Beiratsmitglied der Deutschen Bundesbank.
Weidemann war Mitinitiator des Hessischen Unternehmertages, des Unternehmenswettbewerb Hessen Champions, der Medieninitiative Schule@Zukunft und der Initiative Potenzial FrankfurtRheinMain – Talent inside. Auf seine Initiative hin wurde von der VhU das Buch Zukunft Hessen, Zukunft Deutschland – Chancen für die demografische Herausforderung herausgegeben. In seiner Funktion als VhU-Präsident war Dieter Weidemann Schirmherr der Initiative Industrieplatz Hessen (IPH).

## Ehrungen
- Bundesverdienstkreuz am Bande des Verdienstordens der Bundesrepublik Deutschland (1998)
- Bundesverdienstkreuz Erster Klasse des Verdienstordens der Bundesrepublik Deutschland (2004)
- Hessischer Verdienstorden (2014)
- Ehrenpräsident der Vereinigung der hessischen Unternehmerverbände (2014)

## Zitate
- „Der Kampf um die besten Köpfe findet künftig auch zwischen Wirtschaftsregionen statt.“ (Weidemann zur Initiative Potenzial FrankfurtRheinMain – Talent inside 2006)